# Norbert Metz (Politiker, 1951)
Norbert A. Metz (* 14. Oktober 1951; † 6. August 2018) war ein deutscher Politiker (CDU) und von 1990 bis 1994 Landrat des Landkreises Langensalza in Thüringen.

## Werdegang
Metz war von 1985 bis 1989 Stadtverordneter im hessischen Rüsselsheim und von 1988 bis 1990 Geschäftsführer der CDU-Kreistagsfraktion im Kreis Groß-Gerau.
Nach dem Fall der Berliner Mauer rief die CDU Hessen die Kreisverbände auf, jeweils ein Parteimitglied zur politischen Aufbauarbeit in die DDR zu entsenden. Metz entschied sich für eine Übersiedlung nach Bad Langensalza, wo Verwandte seiner Frau lebten, und baute dort ab Februar 1990 eine CDU-Geschäftsstelle auf. Im Zuge der freien Kommunalwahlen 1990 wurde ihm zunächst der Posten des Bürgermeisters, dann der des Landrates von Bad Langensalza angeboten. Am 30. Mai 1990 wurde Metz zum Landrat gewählt, nachdem er einen Tag zuvor noch die Staatsbürgerschaft der DDR angenommen hatte. Neben seiner Arbeit als Landrat war er von 1992 bis 1994 auch Thüringer Landesvorsitzender der Kommunalpolitischen Vereinigung der CDU und CSU Deutschlands (KPV) und zeitweise deren stellvertretender Bundesvorsitzender.
Im Zuge der Kreisreform 1994 wurde der Landkreis Langensalza aufgelöst und ging größtenteils im neuen Unstrut-Hainich-Kreis auf. Metz schied aus dem Amt aus und wurde Geschäftsführer der Thüringer Omnibusbetriebe. 1996 ging er nach Rüsselsheim zurück. Als ehrenamtlicher Referent der Konrad-Adenauer-Stiftung reiste er mehrfach ins Ausland. Von 2002 bis 2008 war er wieder Geschäftsführer der CDU-Kreistagsfraktion in Groß-Gerau, von 2006 bis 2012 Mitglied des Kreistages. Von 2011 bis 2013 war er Mitglied des Rüsselsheimer Magistrats. Im Januar 2015 wurde er mit der Alfred-Dregger-Medaille in Silber geehrt.